# Рэган, Дюк
Дюк Рэган (англ. Duke Ragan; род. 18 сентября 1997, Цинциннати, Огайо) — американский боксёр-профессионал, выступающий в полулёгкой весовой категории. Серебряный призёр Олимпийских игр 2020 года, серебряный призёр чемпионата мира (2017), серебряный призёр Панамериканских игр (2019), бронзовый призёр Панамериканского чемпионата (2017) в любителях.
Лучшая позиция по рейтингу BoxRec — 60-я (февраль 2023) и является 12-м среди американских боксёров полулёгкой весовой категории, — входя в ТОП-60 лучших боксёров полулёгковесов всего мира.

## Биография
Родился 18 сентября 1997 года в Цинциннати, Огайо, США. Окончил школу Вестерн-Хиллс в 2015 году.

## Любительская карьера
Выиграл серебряные медали на чемпионате мира 2017 года и Панамериканских играх 2019 года в качестве любителя в легчайшем весе. Стал чемпионом страны дважды (в 2016 и 2018 годах). В 2016 году победил на турнире «Золотые перчатки».

### Олимпиада-2020 в Токио
В июне 2021 года, менее чем через год после того, как он стал профессионалом, Рэган узнал, что прошел квалификацию на Олимпийские игры в Токио в полулегком весе.
Раган выиграл свои первые четыре поединка в Токио, но проиграл олимпийский финал со счетом 3:2 своему коллеге-профессионалу Альберту Батыргазиеву из сборной России. Рэган выиграл третий раунд по четырем из пяти оценочных карточек судей, но объяснил свое поражение медленным стартом.
Рэган все же стал первым профессиональным боксёром, завоевавшим медаль для сборной США. Он также стал вторым серебряным призером мужской сборной США с 2004 года, присоединившись к Шакуру Стивенсону.

## Профессиональная карьера
22 августа 2020 года в Лас-Вегасе (США) дебютировал на профессиональном ринге в полулёгком весе (до 57,15 кг), где он досрочно техническим нокаутом в 1-м же раунде победил соотечественника Луиса Альварадо (1-1).
Затем провёл ещё 3 боя, и все выиграл, единогласным решением судей.